# Juho Mäkelä
Juho Mäkelä (Oulu, 23 giugno 1983) è un ex calciatore finlandese, di ruolo attaccante.

## Carriera

### Club
Inizia la sua carriera nell'OLS Oulu, prima di trasferirsi all'HJK Helsinski nel 2003.
Con la formazione di Helsinski segna 33 gol in 66 presenze e vince il titolo di capocannoniere della Veikkausliiga nel 2005.
Nel 2006 si trasferisce all'Hearts, in Scozia.
Nel gennaio 2007, nonostante le voci che parlavano di un prestito al Greuther Fürth in Germania, passa in prestito all'FC Thun.
Nel 2008 torna all'Helsinski in prestito.
A fine stagione, l'HJK decide di acquistarne l'intero cartellino e ad agosto passa un periodo di prova all'Ascoli.
Nella stagione 2009/2010 passa una grande stagione, segnando 10 gol in 8 partite.
Nel dicembre 2010, dopo un periodo di prova, viene acquistato dal Sydney FC scegliendo di indossare la maglia numero 18.
Nel novembre 2013 firma un contratto stagionale con il San Gallo e sceglie di vestire la maglia numero 35.
Anticipatamente alla fine della stagione calcistica, rescinde il suo contratto per far ritorno nel campionato finlandese.

### Nazionale
Dopo una trafila nelle nazionali di categoria, nel 2004 fa il suo esordio in nazionale maggiore.

## Statistiche

### Cronologia presenze e reti in nazionale
| Cronologia completa delle presenze e delle reti in nazionale ― Finlandia | Cronologia completa delle presenze e delle reti in nazionale ― Finlandia | Cronologia completa delle presenze e delle reti in nazionale ― Finlandia | Cronologia completa delle presenze e delle reti in nazionale ― Finlandia | Cronologia completa delle presenze e delle reti in nazionale ― Finlandia | Cronologia completa delle presenze e delle reti in nazionale ― Finlandia | Cronologia completa delle presenze e delle reti in nazionale ― Finlandia | Cronologia completa delle presenze e delle reti in nazionale ― Finlandia |
| Data                                                                     | Città                                                                    | In casa                                                                  | Risultato                                                                | Ospiti                                                                   | Competizione                                                             | Reti                                                                     | Note                                                                     |
| ------------------------------------------------------------------------ | ------------------------------------------------------------------------ | ------------------------------------------------------------------------ | ------------------------------------------------------------------------ | ------------------------------------------------------------------------ | ------------------------------------------------------------------------ | ------------------------------------------------------------------------ | ------------------------------------------------------------------------ |
| 3-2-2004                                                                 | Canton                                                                   | Cina                                                                     | 2 – 1                                                                    | Finlandia                                                                | Amichevole                                                               | -                                                                        | 75’                                                                      |
| 12-11-2005                                                               | Helsinki                                                                 | Finlandia                                                                | 2 – 2                                                                    | Estonia                                                                  | Amichevole                                                               | -                                                                        | 59’                                                                      |
| 21-1-2006                                                                | Riyadh                                                                   | Arabia Saudita                                                           | 1 – 1                                                                    | Finlandia                                                                | Amichevole                                                               | -                                                                        | 73’                                                                      |
| 25-1-2006                                                                | Riyadh                                                                   | Finlandia                                                                | 0 – 1                                                                    | Corea del Sud                                                            | Amichevole                                                               | -                                                                        | 59’                                                                      |
| 28-2-2006                                                                | Pafo                                                                     | Finlandia                                                                | 0 – 0                                                                    | Kazakistan                                                               | Torneo di Cipro 2006                                                     | -                                                                        | 73’                                                                      |
| 2-2-2008                                                                 | Pafo                                                                     | Polonia                                                                  | 1 – 0                                                                    | Finlandia                                                                | Torneo di Cipro 2008                                                     | -                                                                        |                                                                          |
| 21-5-2010                                                                | Tallinn                                                                  | Estonia                                                                  | 2 – 0                                                                    | Finlandia                                                                | Amichevole                                                               | -                                                                        | 46’                                                                      |
| Totale                                                                   |                                                                          | Presenze                                                                 | 8                                                                        |                                                                          | Reti                                                                     | 0                                                                        |                                                                          |

## Palmarès

### Club
- Campionato finlandese: 3

HJK: 2003, 2009, 2010
- Ykkönen: 1

AC Oulu: 2020

### Individuale
- Capocannoniere del campionato finlandese: 2

2005 (16 reti), 2010 (16 reti)